# Bashir Noorzai
Haddschi Bashir Noorzai (* 20. Jahrhundert in Kandahar, Afghanistan) ist ein verurteilter ehemaliger afghanischer Drogenbaron. Er war ein früher Unterstützer der Taliban und arbeitete später als Agent im Auftrag der US-Regierung. Obwohl er zu den meistgesuchtesten Drogenhändlern der Vereinigten Staaten gehörte, erklärte er sich bereit, zu einer Besprechung nach New York City zu kommen, nachdem ihm versprochen wurde, dass er nicht festgenommen werden würde. Zehn Tage nach seiner Ankunft wurde er aber festgenommen. Nach der Übernahme Afghanistans durch die Taliban forderte die Gruppe die USA auf, ihn im Austausch mit dem amerikanischen Ingenieur Mark Frerichs, freizulassen, der im Januar 2020 von der Gruppe entführt wurde.

## Leben
Noorzai kämpfte gegen die sowjetischen Streitkräfte, die Afghanistan von 1979 bis 1989 besetzten.
Er nahm die Verantwortung der Taliban Kandahar an, nachdem Mullah Omar untergetaucht war. Er versorgte das Taliban-Regime mit Sprengstoff, Waffen und Milizkämpfern.
Noorzai war in Quetta, als die Anschläge vom 11. September stattfanden, und kehrte bald darauf nach Afghanistan zurück. Im November 2001 traf er in Spin Boldak nahe der afghanisch-pakistanischen Grenze mit Männern zusammen, die er als amerikanische Militärbeamte bezeichnete. Kleine Teams von US-Spezialeinheiten und Geheimdienstoffizieren befanden sich damals in Afghanistan und suchten die Unterstützung von Stammesführern. Laut seinem Anwalt wurde Noorzai nach Kandahar gebracht, wo er sechs Tage lang von den US-Amerikanern festgehalten und über Beamte und Operationen der Taliban verhört wurde. Er erklärte sich bereit, mit ihnen zusammenzuarbeiten, wurde freigelassen und übergab Ende Januar 2002 15 Lastwagenladungen mit Waffen, darunter etwa 400 Flugabwehrraketen, die von den Taliban versteckt worden waren.
Am 1. Juni 2004 wurde er nach dem Foreign Narcotics Kingpin Designation Act sanktioniert.
Im April 2005 wurde Noorzai US-Behörden in New York City verhaftet. Ihm wurde vorgeworfen, versucht zu haben, Heroin im Wert von mehr als 50 Millionen US-Dollar in die Vereinigten Staaten zu schmuggeln. Er war eine von zehn Personen und Organisationen auf der US-Liste der meistgesuchten Drogenhändler. RFE/RL befasst sich angesichts der Verhaftung von Noorzai mit angeblichen Verbindungen zwischen dem ehemaligen Taliban-Regime in Afghanistan und dem illegalen Drogenhandel. Noorzai wurde bei seinem Prozess 2008 von dem hochkarätigen New Yorker Strafverteidiger Ivan Fisher vertreten. Der Fall hat erhebliche Fragen zur US-Außenpolitik im Ausland aufgeworfen. Am 30. April 2009 erschien er vor Richter Denny Chin, der Noorzai zu lebenslanger Haft verurteilte.
The New York Times berichtete, dass das Führungsvakuum im Drogenhandel nach Noorzais Gefangennahme von Juma Khan gefüllt wurde. Khan wurde 2010 gefangen genommen.
Die Afghanistan Times berichtete, dass Taliban-Beamte sagten, Noorzai sei am 16. Juli 2019 in den Vereinigten Arabischen Emiraten freigelassen worden. Sie berichteten fälschlicherweise, er sei aus dem Gefangenenlager Guantánamo entlassen worden.
Nach Angaben eines Taliban-Sprechers wurde er im Austausch gegen Mark Frerichs aus dem Gefängnis entlassen und traf am 19. September 2022 in Afghanistan ein.
Das Magazin Foreign Policy berichtete, dass er mittlerweile Chinas wichtigster Kontaktmann zur Taliban in Kabul sei.